# Emanuel Ryhiner

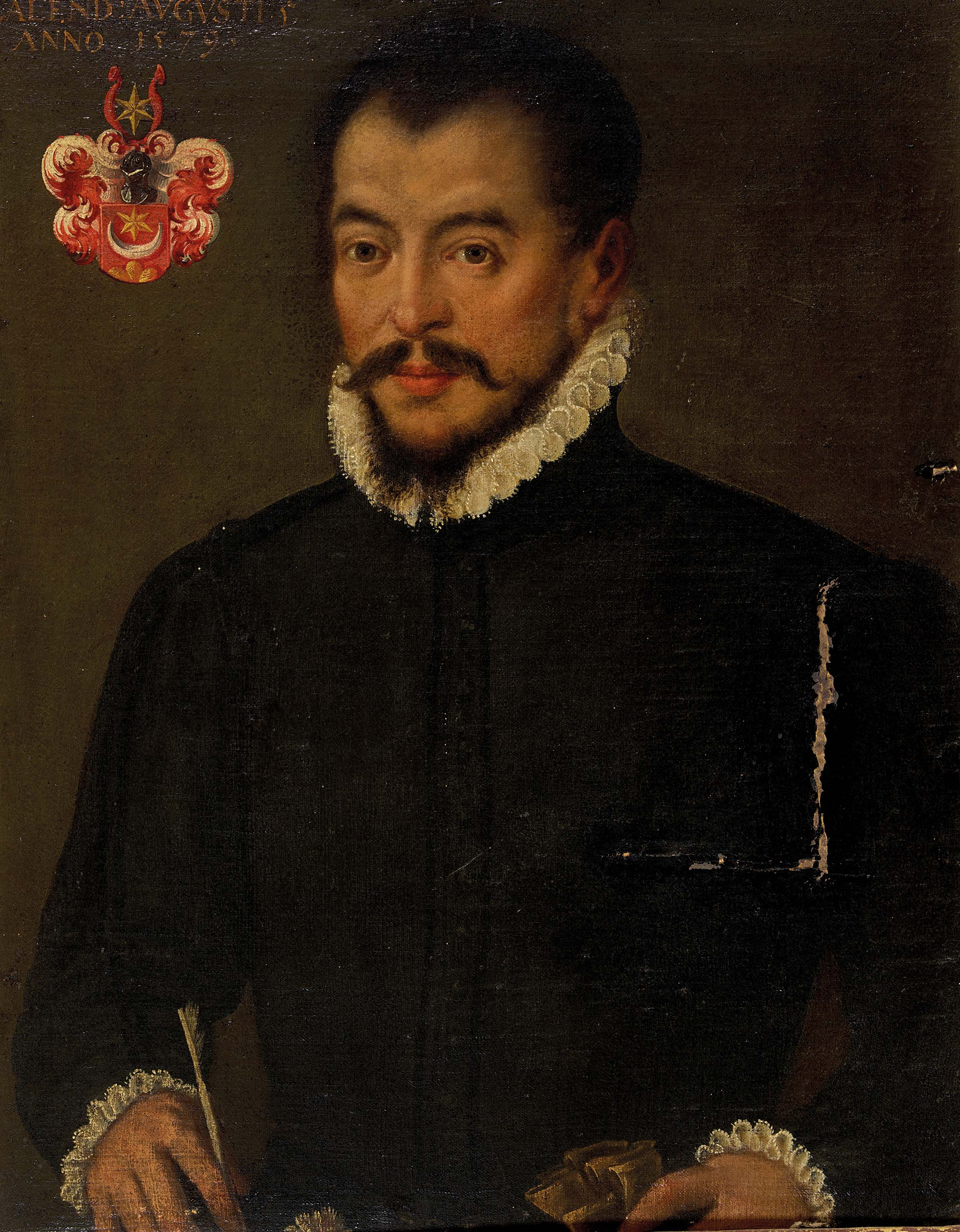
Emanuel Ryhiner

Emanuel Ryhiner  (* 1543; † 1582) war Ratschreiber und Notar in Basel.

## Leben
Emanuel Ryhiner war ein Sohn des Heinrich Ryhiner aus Brugg (1490–1553, Basler Bürgerrecht ab 1518), der als Stammvater der Familie Ryhiner in Basel gilt. Emanuel Ryhiner hatte zwei ältere Brüder, zum einen den Mediziner Friedrich Ryhiner (1549–1588) und zum anderen Hans Heinrich Ryhiner (15??–1594). Der Vater Heinrich Ryhiner starb als sein jüngster Sohn Emanuel gerade einmal zehn Jahre alt war. Ab 1561 war Emanuel Ryhiner für mehrere Jahre Ratssubstitut in Bern und lernte dort die Kanzleitätigkeit von der Pike auf. 1567 wurde er in Basel zum Ratsschreiber gewählt. Seine Notariatsprotokolle aus den Jahren 1572 bis 1581 sind bis heute erhalten geblieben, er genoss weit über die Grenzen der Stadt Basel einen Ruf als gesuchter Notar. Zusätzlich war er von 1568 bis 1582 Sechser (Zunftvorstand) der  Ehrenzunft zu Gartnern.
Emanuel Ryhiner heirate 1567 Anna Krug, eine Tochter von Caspar Krug (Bürgermeister der Stadt Basel 1559–1579). Das Ehepaar hatte zusammen acht Kinder. Emanuel Ryhiner starb allerdings bereits mit 40 Jahren im Jahr 1582.